# Église protestante luthérienne en Allemagne du Nord
L’Église protestante luthérienne en Allemagne du Nord (Evangelisch-Lutherische Kirche in Norddeutschland), aussi appelée en abrégé Église du nord (Nordkirche), est une église protestante membre de l'Église protestante en Allemagne. Elle est issue de la fusion le 27 mai 2012 de l'Église protestante luthérienne du nord de l'Elbe (Nordelbischer Evangelisch-Lutherischer Kirche ou NEK), de l'Église protestante luthérienne du Mecklembourg (Evangelisch-Lutherischer Landeskirche Mecklenburgs, ou ELLM) et de l'Église protestante de Poméranie (Pommerscher Evangelischer Kirche, ou (PEK). Son territoire correspond à peu près aux territoires combinés des États de Schleswig-Holstein, de Mecklembourg-Poméranie-Occidentale et de la ville libre de Hambourg.

## Statistiques
L'« Église du nord » compte 1 708 631 membres, répartis dans 995 paroisses, ce qui représente 26,2 % de la population du territoire concerné.

## Direction
Il y a quatre évêques (en 2021) : un évêque régional président de l’Église (Landesbischof), basé à Schwerin,  et de trois évêques sectoriels pour couvrir trois diocèses (allemand : Sprengel) :
- Diocèse de Schleswig et de Holstein
- Diocèse de Hambourg et de Lübeck
- Diocèse de Mecklembourg et de Poméranie occidentale

Le diocèse de Mecklembourg et Poméranie a eu deux évêques à cause de la fusion récente des anciennes églises régionales de Mecklembourg et Poméranie occidentale avec l’Église protestante luthérienne du nord de l'Elbe. Après une période de transition, il n’y aura plus qu’un seul évêque pour ce district.
L'évêque régional est responsable de la direction spirituelle et de la représentation de l'Église du Nord vis-à-vis des États et des autres Églises. En tant que pasteur, il peut servir la cathédrale de Lübeck et la cathédrale de Schwerin.
Le seul candidat à l'élection de l'évêque régional de l'Église du Nord le 21 février 2013 était le pasteur Gerhard Ulrich. Il a été élu à une large majorité.

## Adhésions
Selon sa constitution, l'Église du Nord doit participer à la coopération mondiale des églises chrétiennes. En Allemagne, elle fait partie de deux fédérations d'églises : l'Église protestante en Allemagne (EKD) et l'Église protestante luthérienne unie d'Allemagne (VELKD).
Elle est aussi membre du Conseil œcuménique des Églises (COE), de la Fédération luthérienne mondiale (FLM), de la Conférence des Églises européennes (CEC) et de la Communion des Églises protestantes en Europe (CEPE).
Dans la continuité de la tradition de la communion de l'Église protestante de Poméranie, l'Église du Nord a été acceptée comme membre associé (ou invité) de l'Union des Églises protestantes (UEK) qui rassemble les églises unies (luthéro-réformées). Sans préjudice de cette adhésion à l'UEK, les règles de la VELKD s'appliquent dans l’Église du nord. Selon l'accord de fusion, le maintien des traditions liturgiques régionales compatible du Livre liturgique luthérien édité par la VELKD reste possible.
L'église commune désigne au siège des gouvernements de Hambourg, du Mecklembourg-Poméranie-Occidentale et du Schleswig-Holstein des représentants formés théologiquement ou légalement (point IV.9.1 de l'accord de fusion).